# Lugny-Champagne
Lugny-Champagne és un municipi francès, situat al departament de Cher i a la regió de Centre – Vall del Loira. L'any 2007 tenia 178 habitants.

## Demografia

### Població
El 2007 la població de fet de Lugny-Champagne era de 178 persones. Hi havia 76 famílies, de les quals 20 eren unipersonals (4 homes vivint sols i 16 dones vivint soles), 28 parelles sense fills, 24 parelles amb fills i 4 famílies monoparentals amb fills.
La població ha evolucionat segons el següent gràfic:
Habitants censats

### Habitatges
El 2007 hi havia 117 habitatges, 81 eren l'habitatge principal de la família, 27 eren segones residències i 9 estaven desocupats. Tots els 117 habitatges eren cases. Dels 81 habitatges principals, 58 estaven ocupats pels seus propietaris, 13 estaven llogats i ocupats pels llogaters i 10 estaven cedits a títol gratuït; 7 tenien dues cambres, 18 en tenien tres, 20 en tenien quatre i 36 en tenien cinc o més. 56 habitatges disposaven pel capbaix d'una plaça de pàrquing. A 39 habitatges hi havia un automòbil i a 34 n'hi havia dos o més.

### Piràmide de població
La piràmide de població per edats i sexe el 2009 era:
| Homes | Edats   | Dones |
| ----- | ------- | ----- |
| 0     | 95 o +  | 0     |
| 0     | 90 a 94 | 0     |
| 8     | 85 a 89 | 0     |
| 0     | 80 a 84 | 0     |
| 4     | 75 a 79 | 12    |
| 8     | 70 a 74 | 0     |
| 12    | 65 a 69 | 12    |
| 8     | 60 a 64 | 4     |
| 12    | 55 a 59 | 0     |
| 12    | 50 a 54 | 8     |
| 0     | 45 a 49 | 8     |
| 4     | 40 a 44 | 0     |
| 8     | 35 a 39 | 4     |
| 8     | 30 a 34 | 8     |
| 12    | 25 a 29 | 0     |
| 4     | 20 a 24 | 0     |
| 4     | 15 a 19 | 4     |
| 0     | 10 a 14 | 8     |
| 4     | 5 a 9   | 0     |
| 0     | 0 a 4   | 4     |

## Economia
El 2007 la població en edat de treballar era de 100 persones, 74 eren actives i 26 eren inactives. De les 74 persones actives 66 estaven ocupades (37 homes i 29 dones) i 8 estaven aturades (4 homes i 4 dones). De les 26 persones inactives 14 estaven jubilades, 5 estaven estudiant i 7 estaven classificades com a «altres inactius».

### Ingressos
El 2009 a Lugny-Champagne hi havia 75 unitats fiscals que integraven 173 persones, la mediana anual d'ingressos fiscals per persona era de 15.602 €.

### Activitats econòmiques
Dels 7 establiments que hi havia el 2007, 2 eren d'empreses de fabricació de material elèctric, 1 d'una empresa de fabricació d'altres productes industrials, 2 d'empreses de construcció, 1 d'una empresa immobiliària i 1 d'una empresa de serveis.
Dels 5 establiments de servei als particulars que hi havia el 2009, 1 era un taller de reparació d'automòbils i de material agrícola, 1 paleta, 1 fusteria, 1 electricista i 1 agència immobiliària.
L'any 2000 a Lugny-Champagne hi havia 21 explotacions agrícoles que ocupaven un total de 2.822 hectàrees.

## Poblacions més properes
El següent diagrama mostra les poblacions més properes.